# Anne Apitzsch

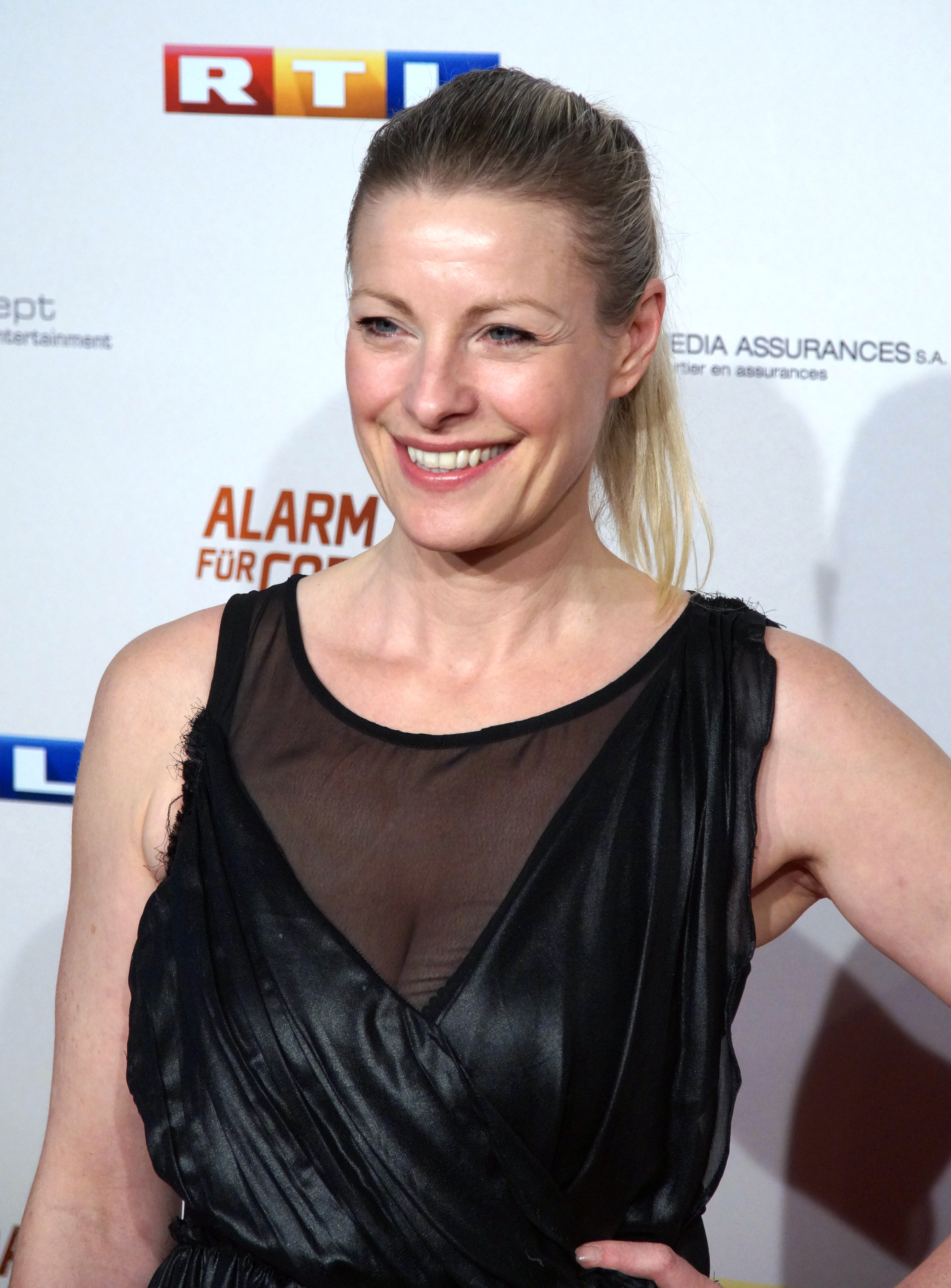
Anne Apitzsch bei der Premiere von der 300. Folge 'Alarm für Cobra 11', April 2016

Anne Apitzsch (* 14. Februar 1974 in Waiblingen, Baden-Württemberg) ist eine deutsche Schauspielerin.

## Leben
Apitzsch spielte ab 2003 erste kleine Rollen, unter anderem in der Fernsehserie Die Fallers – Eine Schwarzwaldfamilie und in der ARD-Fernsehkomödie Heiraten macht mich nervös. Ab 2004 nahm sie privaten Schauspielunterricht in Berlin; von 2006 bis 2008 folgten weitere Seminare und Workshops in Meisner-Technik und Method Acting.
Von 2004 bis 2006 war sie in der Dokuserie Freunde – Das Leben beginnt, später Freunde – Das Leben geht weiter, zu sehen. Außerdem hatte sie Gastrollen in Fernsehfilmen und Fernsehserien, unter anderem 2008 in der Daily-Soap 112 – Sie retten dein Leben.
2009 übernahm sie kurzzeitig eine durchgehende Rolle als Linda Vogt in der Seifenoper Unter uns; sie spielte in mehreren Folgen die neue Freundin der Serienfigur Henning Fink (damals noch gespielt von Andreas Zimmermann). Von Juni 2010 bis Februar 2011 spielte sie in der ARD-Serie Rote Rosen die Serienhauptrolle der intriganten Bauzeichnerin und Innenarchitektin Sophie Schwarz; sie verkörperte das intrigante Biest der Serie und bildete das weibliche Pendant zur Rolle des Geschäftsmanns Falk Landau.
Von August 2012 bis Mai 2014 hatte Apitzsch eine Hauptrolle als Dr. Sonja Beckmann in der Serie Unter uns, ehe sie zusammen mit ihrem Filmehemann den Serientod starb.
Seit 2017 verkörpert sie in der schwulen Webserie Kuntergrau die Rolle der Mutter Marion.
2018 stand Apitzsch als Ehefrau von Stefan Mocker und Mutter von Lukas Karlsch für die vom SWR für das Medienangebot funk produzierten Dramedy-Serie Patchwork Gangsta vor der Kamera.
Apitzsch arbeitete regelmäßig zudem als Darstellerin für Werbefilme, unter anderem für Werbespots der Deutschen Bahn, T-Mobile, Merci, Movie Car Concept und der GfK.

## Filmografie (Auswahl)
- 2002: Die Fallers – Eine Schwarzwaldfamilie
- 2004–2006: Freunde (Freunde – Das Leben beginnt; Freunde – Das Leben geht weiter)
- 2005: Heiraten macht mich nervös
- 2006: Ucanca
- 2006: 3 Zimmer, Küche, Bad
- 2008: 112 – Sie retten dein Leben (3 Episoden)
- 2008: HardsCore
- 2009: Unter uns
- 2010–2011: Rote Rosen
- 2011: Hör was ich nicht sagen kann
- 2011: Danni Lowinski
- 2012–2014: Unter uns
- seit 2017: Kuntergrau
- 2017: Dieter Not Unhappy
- 2019: Patchwork Gangsta